# Codex Marcianus Gr. Z. 5
Codex Marcianus Gr. Z. 5, znany także jako Minuskuł 205 (wedle numeracji Gregory–Aland) δ 500 (Soden) i 68 (Rahlfs) – rękopis Starego i Nowego Testamentu z XV wieku pisany minuskułą na pergaminie w  języku greckim. Jest jednym z nielicznych rękopisów z tekstem pełnej greckiej Biblii, Zawiera pozabiblijny materiał oraz marginalia. Jest wykorzystywany w wydaniach greckiego  Nowego Testamentu oraz  Septuaginty. Przechowywany jest w Wenecji.

## Opis rękopisu
Kodeks zawiera tekst Starego i Nowego Testamentu, na 441 pergaminowych kartach (39,8 na 28 cm) . Tekst Starego Testamentu znajduje się na kartach 1–361, tekst Nowego na kartach 362–441. W Nowym Testamencie nie ma braków. W Starym Testamencie brakuje Księgi Daniela. W Nowym Testamencie kolejność poszczególnych jego części jest następująca: Ewangelie, Dzieje Apostolskie, Listy powszechne, Listy Pawła i  Apokalipsa.
Tekst rękopisu pisany jest jedną kolumną na stronę, w 55–56 linijek na stronę. Przed każdą księgą biblijną znajduje się lista rozdziałów (κεφαλαια). Numery rozdziałów umieszczone zostały na marginesach w języku greckim i łacińskim. Zawiera Prolegomenę do Listów powszechnych i Listów Pawła. W górnym marginesie umieszczono τιτλοι (tytuły) do rozdziałów. Posiada noty na końcu każdej księgi.
Greckie rękopisy z tekstem pełnej Biblii są rzadkością. Według Parkera zachowały się tylko trzy greckie minuskułowe rękopisy z tekstem pełnej Biblii, Codex Marcianus Gr. Z. 5 jest jednym z nich.

## Tekst
Grecki tekst Ewangelii reprezentuje cezarejską tradycję tekstualną, należy do rodziny tekstualnej Lake’a. W pozostałych księgach biblijnych reprezentuje tekst bizantyjski. Aland zaklasyfikował tekst czterech Ewangelii do III kategorii, a tekst pozostałych ksiąg NT do  kategorii V (standardowy tekst bizantyjski). Tworzy w Ewangeliach parę tekstualną z minuskułem 209.
Tekst  Marka 16,9-20 oznakowany został na marginesie obeliskiem.

## Historia

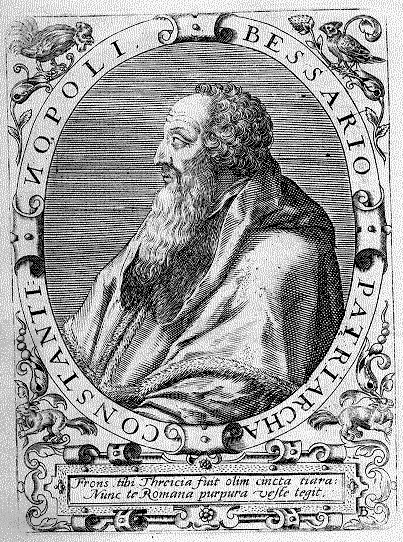
Kardynał Bessarion, pierwszy właściciel kodeksu

Rękopis powstał w wieku XV . Skryba nazywał się Jan Rhosos (albo Rhosus), pracował dla kardynała Bessariona i cieszył się opinią jednego z najznamienitszych kopistów doby renesansu. Pierwszymi właścicielami rękopisu byli: Bessarion, Georges Tzangaropoulos i Józef z Metony.
Jako pierwszy zbadał go i opisał Andreas Birch. Griesbach wciągnął go na listę rękopisów Nowego Testamentu, nadał mu numer 205 i sporządził jego krótki opis. Dean Holmes wciągnął go na listę rękopisów Septuaginty pod numerem 68.
Wilhelm Friedrich Rinck sądził, że jest kopią minuskułu 209 (w Ewangeliach). John Burgon argumentował, że 205 oraz 209 są kopiami tego samego archetypu. Początkowo utrzymywało się przekonanie u badaczy, że minuskuł 2886 jest kopią 205 i z tego powodu był początkowo oznaczany symbolem 205abs. Jednak w 2014 roku Alison Welsby przedstawił argumenty świadczące o tym, że to właśnie 205 jest kopią, a 2886 oryginałem .
Jest wykorzystywany we współczesnych wydaniach greckiego Nowego Testamentu.
Rękopis przechowywany jest w Bibliotece Marciana (Gr. Z. 5) w Wenecji .